# Yuri Kochiyama
Yuri Kochiyama (ユリ・コウチヤマ) , née Mary Yuriko Nakahara le 19 mai 1921 à San Pedro et morte le 1er juin 2014  à Berkeley, est une militante américaine des droits civiques.
Elle est internée, comme d'autres Nippo-américains, au Jerome War Relocation Center dans l'Arkansas pendant la Seconde Guerre mondiale, une expérience qui a influencé ses opinions ultérieures sur le racisme aux États-Unis.
Après la fin de la guerre, Kochiyama s'installe à New York, puis à Harlem, où elle s'implique dans le mouvement des droits civiques.
Elle se lie d'amitié avec le leader du mouvement des droits civiques Malcolm X qui l’amène à s'affilier à des organisations nationalistes noires telles que l'Organization of Afro-American Unity (OAAU), le Revolutionary Action Movement (RAM) et la Republic of New Afrika (RNA).
Kochiyama défend les prisonniers politiques, notamment les membres emprisonnés du mouvement des droits civiques, du mouvement pour l'indépendance de Porto Rico et d'autres.
On lui attribue un rôle influent dans le mouvement des Américains d'origine asiatique et elle a été membre de l'organisation mouvement asio-américain (AAA). Dans les années 1980, elle participe au mouvement de réparation des américains d'origine japonaise internés pendant la Seconde Guerre mondiale, ce qui a abouti à la signature de la loi sur les Civil Liberties Act of 1988 (en) qui offre des réparations aux survivants.
Kochiyama est connue pour ses opinions nationalistes révolutionnaires et son opposition à l'impérialisme.

## Biographie

### Enfance et formation
Yuri Kochiyama est née Mary Yuriko Nakahara le 19 mai 1921, dans le quartier de San Pedro à Los Angeles, en Californie. Sa mère et son père sont tous deux des immigrants japonais. Son père, Seiichi Nakahara est originaire d'Iwate, et sa mère, Tsuyako Sawaguchi est originaire de Fukushima. Selon une histoire familiale, compilée par le cousin de Kochiyama, Tama Kondo, et sa femme, Mary Tama Kondo, le père de Kochiyama était le fils d'un samouraï à la retraite. Il est arrivé aux États-Unis en 1907, où il a d'abord travaillé comme cueilleur d'oranges, puis dans une conserverie de poisson, avant d'ouvrir un marché aux poissons et de créer une entreprise appelée The Pacific Coast Fish Company (la compagnie de poisson de la côte pacifique). Sa mère est professeur d'anglais et de piano.
Grâce à la relative aisance et au prestige qui accompagnent le succès de la poissonnerie de son père, Kochiyama jouit d'une enfance confortable. Elle est élevée dans la foi chrétienne, sa famille fréquentant l'église épiscopale Sainte-Marie de Los Angeles. Elle fréquente également, de sa propre initiative, plusieurs églises voisines comme celle de la Science chrétienne et de l'Église presbytérienne, en travaille comme enseignante à l’École du dimanche. Cependant, elle critique les aspects de la religion qu'elle considère comme trop sectaires.
Kochiyama fréquente le lycée de San Pedro (en). Elle s'implique dans de nombreuses activités extrascolaires. Elle suit des cours de japonais, devient la première femme membre du corps étudiant de l'école, écrit des articles pour le journal local San Pedro News-Pilot (en), joue au tennis et sert de conseillère pour les Bluebirds (en), les Girl Scouts et les YWCA Girl Reserves. Après avoir obtenu son diplôme, elle fréquente le Compton College (en), où elle étudie l'art, le journalisme et l'anglais. Elle obtient un diplôme en arts en juin 1941, après quoi elle peine à trouver un emploi en raison de la discrimination.

### Internement des Nippo-Américains

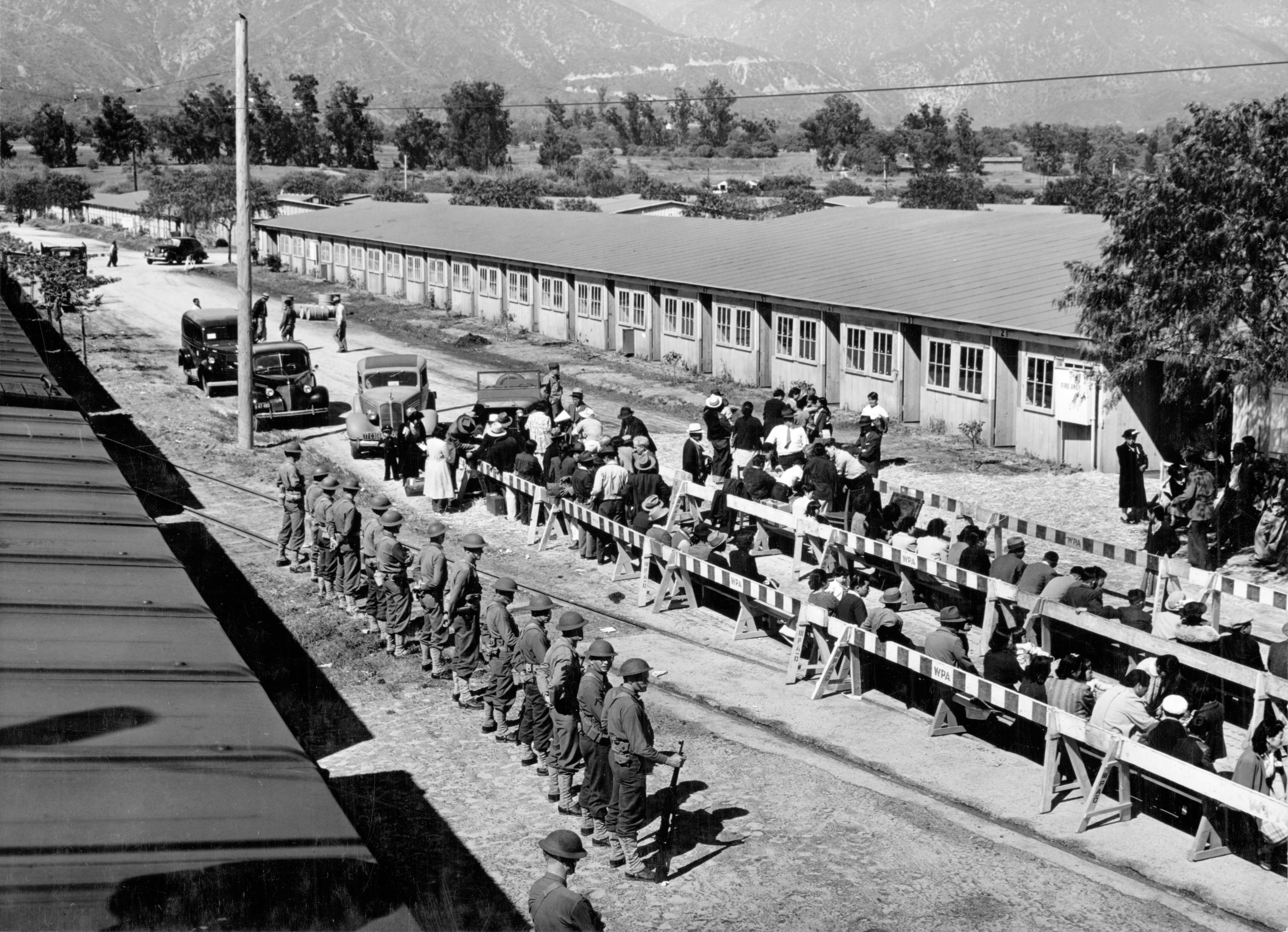
Enregistrement des arrivées au camp de Santa Anita - avril 1942

Le 7 décembre 1941, l'armée japonaise lance un assaut aérien sur la base navale de Pearl Harbor, déclenchant la guerre du Pacifique entre les États-Unis et le Japon et amenant de nombreux américains à se méfier des américains d'origine japonaise, qu'ils considèrent comme des « indésirables ». Peu après, la maison de la famille Kochiyama est mise à sac par le Federal Bureau of Investigation (FBI), qui y découvre des photographies de navires de la marine japonaise. Cette découverte, combinée à l'amitié de son père avec d'éminentes personnalités japonaises, dont l'ambassadeur Kichisaburō Nomura, conduit le FBI à le soupçonner d'espionnage. Il est détenu au pénitencier fédéral de Terminal Island. Le 19 février 1942, le président Franklin D. Roosevelt signe le Décret présidentiel 9066, qui prévoit l'internement forcé de toutes les personnes d'origine japonaise vivant sur la côte ouest. Le père de Kochiyama, dont les problèmes de santé sont exacerbés par son emprisonnement, meurt deux jours plus tard, le 21 janvier 1942, juste après avoir été libéré du pénitencier.

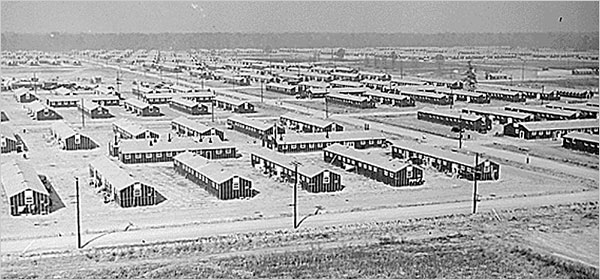
Camp d'internement Jerome en Arkansas - 1942

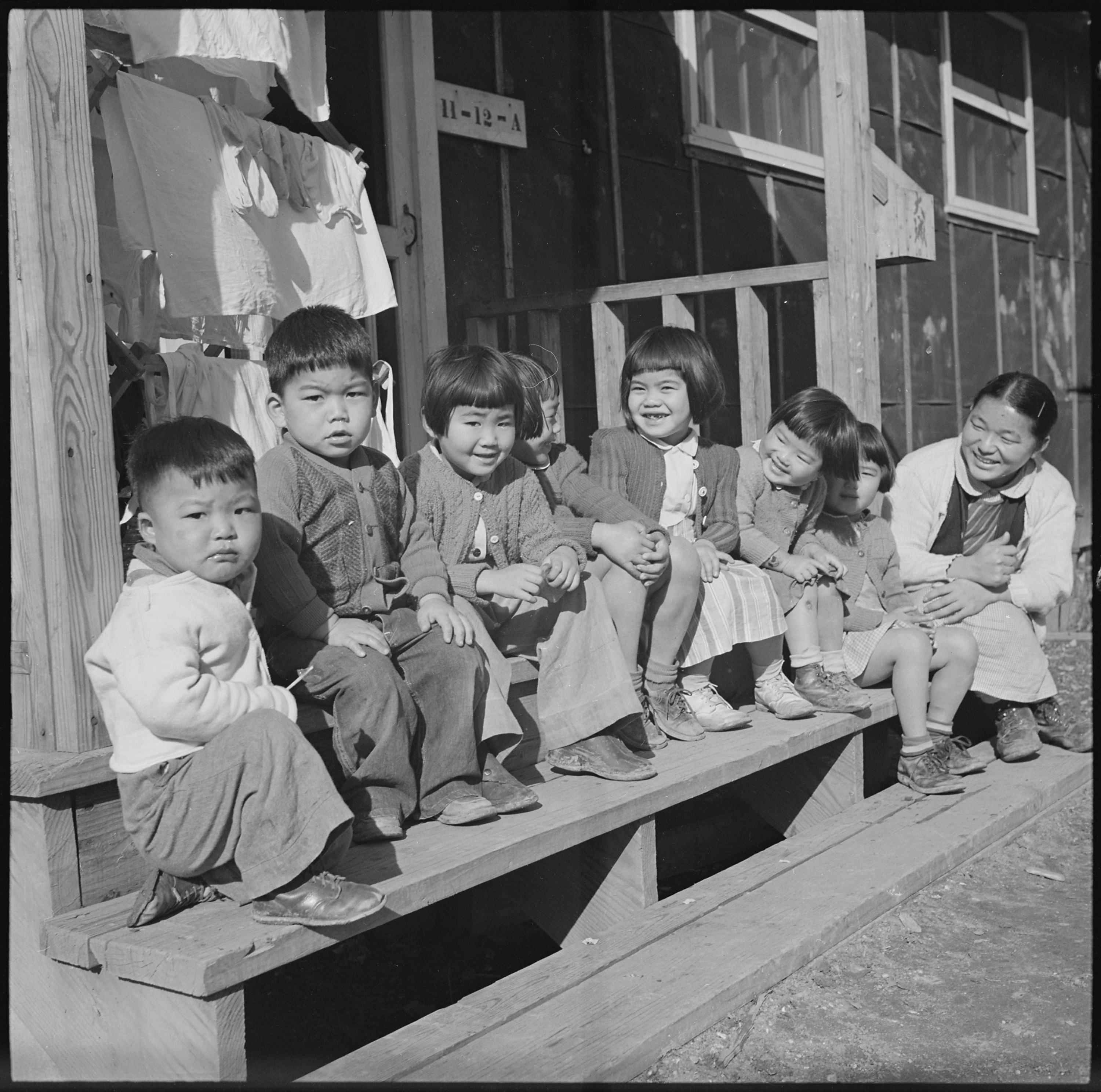
Jeunes enfants au camp Jerome - 18 janvier 1944

Conformément à l'ordre de Roosevelt, les autres membres de la famille de Kochiyama sont envoyés au center de rassemblement temporaire de Santa Anita (en). Pendant son séjour, Kochiyama travaille comme aide-soignante et participe à l'organisation d'un groupe d'élèves de l’École du dimanche appelé "the Crusaders". Malgré leur emprisonnement, de nombreux Nisei (américains d'origine japonaise de deuxième génération) s'engagent dans l'armée américaine au sein du 442e Regimental Combat Team. Comme de nombreux enfants des "Crusaders" ont des parents engagés dans l'armée, ils lancent une campagne d'envoi de lettres, qui concerne d'abord six soldats, mais qui s'étend ensuite à environ 3 000 personnes. La famille de Kochiyama passe sept mois à Santa Anita avant d'être envoyée au Jerome War Relocation Center dans l'Arkansas. Pendant sa détention à Jerome, elle poursuit sa campagne épistolaire, écrit pour le journal du camp, le Denson Tribune, et fait du bénévolat pour les United Service Organizations (USO).
Elle rencontre son futur mari, un soldat nisei nommé Bill Kochiyama, alors qu'elle travaillait pour l'USO. Ils prévoient initialement de se marier au Camp Shelby, où Bill est stationné, en 1944, mais le mariage est reporté en raison des objections du père de Bill, qui veut rencontrer Yuri avant le mariage. Peu après, Yuri quitte le camp pour travailler avec l'USO à Hattiesburg dans le Mississippi, puis avec les soldats nisei à Minneapolis, dans le Minnesota. Le Jerome War Relocation Center ferme le 30 juin 1944 et la famille de Yuri retourne à San Pedro en 1945.
Yuri déménage à New York le 23 janvier 1946 et épouse Bill le 9 février de la même année.

### Vie à New York
Les deux premiers enfants du couple naissent en 1947, alors que Bill suit des cours à l'Université de Long Island et qu'Yuri travaille comme serveuse. Ils ont eu des difficultés financières pendant un certain temps avant que Bill ne trouve un emploi en tant que responsable des relations publiques pour la Japan International Christian University Foundation (JICUF). Peu après, ils ont quatre autres enfants et organisèrent des réunions sociales à leur domicile les vendredis et samedis soirs. La popularité de ces réunions vaut à leur maison d'être surnommée « Grand Central Station », de nombreuses personnalités y assistent, dont Mansaburo Shoda, juge à la Cour suprême du Japon, et Ishwar Gulati, conseiller du premier Premier ministre indien Jawaharlal Nehru. Le couple rejoint également la Nisei Sino Service Organization (NSSO), qui œuvre pour le soutien des soldats américains d'origine asiatique, et défend les Hiroshima Maidens (en), un groupe de 25 hibakusha (littéralement « survivants de la bombe ») qui se sont rendus aux États-Unis en 1955 pour bénéficier d'une chirurgie réparatrice,.

## Activisme

### Mouvement américain des droits civiques
Kochiyama s'engage dès 1960 dans plusieurs organisations du Mouvement des droits civiques.

#### Activisme auCongress of Racial Equality(CORE)
En 1960, les Kochiyama s'installent à Harlem, un quartier alors majoritairement noir, et se lient d'amitié avec James Peck (pacifist) (en), un militant du Congress of Racial Equality (littéralement « Rassemblement pour l'égalité des races ») (CORE) qui a été blessé dans le cadre de ses activités avec les Freedom Riders. En 1963, elle rejoint à la fois le CORE et le Harlem Parents Committee, une organisation qui milite pour l'amélioration de l'éducation des enfants des quartiers défavorisés.Elle y rencontre Ina Sugihara (en), journaliste et activiste d'origine japonaise. En 1963 également, Kochiyama participe à une série de manifestations organisées par le CORE à Brooklyn : Le centre médical est en cours de construction par des ouvriers des syndicats du bâtiment, qui sont tous blancs. L'objectif des manifestations est de s'opposer aux politiques d'admission racialement discriminatoires des syndicats sur le chantier. Kochiyama participe aux manifestations avec ses enfants et est arrêtée avec son fils Billy pour trouble à l'ordre public, passant une demi-journée en prison avant d'être libérée. En fin de compte, les travailleurs noirs et portoricains ne se voient pas garantir des emplois sur les chantiers de construction comme l'espéraient les manifestants, mais les manifestations attirent de nouveaux membres à la cause du CORE.

#### Amitié avec Malcolm X

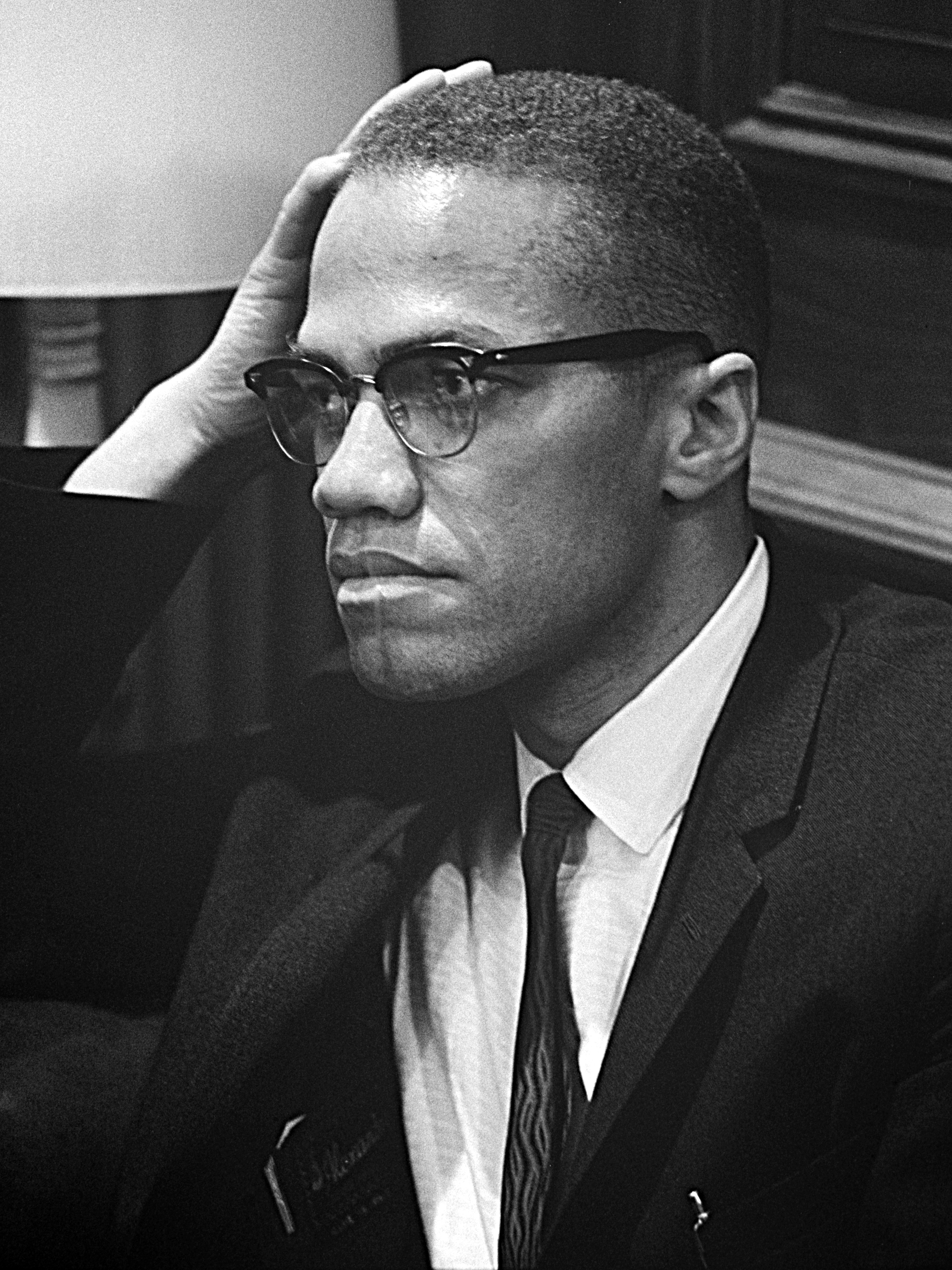
Malcolm X attendant le début d'une conférence de presse, le 26 mars 1964.

L'audition de Kochiyama pour son arrestation lors des manifestations du SUNY Downstate Medical Center a lieu le 16 octobre 1963, et c'est là qu'elle rencontre Malcolm X pour la première fois. Elle entame une conversation avec lui, exprimant son admiration pour son travail mais critiquant sa « position dure sur l'intégration ». Malcolm invite Kochiyama à le rencontrer dans son bureau pour discuter plus avant de sa position sur l'intégration, mais il ne peut le faire dans un premier temps parce qu'il craint pour sa sécurité personnelle en raison de son conflit public avec le leader de la Nation of Islam (NOI), Elijah Muhammad. Les deux hommes finissent par se rencontrer à nouveau alors que Kochiyama organise chez elle un événement au nom de l'Hiroshima-Nagasaki World Peace Mission Study, un groupe d'hibakusha militant pour le désarmement en séjour aux États-Unis et qui a exprimé le souhait de rencontrer Malcolm. Dans un discours prononcé devant les militants réunis, Malcolm compare le sort des hibakusha au racisme dont sont victimes les Noirs américains et fait l'éloge des dirigeants communistes asiatiques tels que Ho Chi Minh et Mao Zedong. Malcolm et Kochiyama continuent de correspondre après cet événement, alors que Malcolm voyage en Afrique, en Asie et en Europe. Kochiyama commence également à assister aux conférences de l'Organization of Afro-American Unity (OAAU), une organisation de défense politique créée par Malcolm pour faire avancer le mouvement des droits civiques, en 1964,.

Kochiyama est présente lors de l'assassinat de Malcolm X à l'Audubon Ballroom, où Malcolm tient un rassemblement de l'OAAU, le 21 février 1965. Bien que ce qui s'est passé cette nuit-là ne soit pas tout à fait clair, Malcolm est abattu de plusieurs balles par plusieurs assaillants brandissant des fusils de chasse et des armes de poing semi-automatiques. Kochiyama situé au dixième rang et presque en face du podium parvient à monter sur scène pour tenter d'aider Malcolm et pose sa tête sur ses genoux,,. 

« J'ai donc ramassé sa tête et je l'ai posée sur mes genoux. Les gens demandent : "Qu'est-ce qu'il a dit ?" Il n'a rien dit. Il avait juste du mal à respirer. Et j'ai dit : "S'il te plaît, Malcolm, s'il te plaît, Malcolm, reste en vie." »

— Déclaration de Kochiyama lors de l'interview à Democracy Now ! - 20 février 2008
Une photographie prise par le magazine Life illustre ce moment,.

#### Activisme nationaliste noir
À partir de 1964, Kochiyama commence à s'affilier au Revolutionary Action Movement (RAM), une organisation maoïste fondée en Ohio par des membres de plusieurs groupes d'activistes, dont les principes incluent le Nationalisme révolutionnaire et l'autodéfense. Le militant des droits civiques Muhammad Ahmad (également connu sous le nom de Max Stanford (en)) l'identifie comme une figure centrale dans l'implantation du Black Panther Party (BPP) à Harlem bien qu'elle n'ait jamais officiellement rejoint l'organisation, elle soutient son travail à Harlem. À partir de 1966, le FBI commence à surveiller ses activités, la décrivant comme un « chef de file » du nationalisme noir et un « agent chinois rouge » potentiel.
Après l'arrestation massive de 17 membres de la RAM en 1967, Kochiyama rejoint la Republic of New Afrika (RNA), une organisation séparatiste noire qui revendique cinq États du sud des États-Unis comme territoire d'une nouvelle nation noire. Elle prête serment de citoyenneté à la RNA le 13 septembre 1969 et, conformément à la pratique adoptée par de nombreux militants noirs d'adopter des noms musulmans adopter des noms musulmans (en), elle commence à reprendre son prénom japonais Yuri à la place de Mary. Après avoir assisté à la réunion du consulat de Brooklyn de l'organisation, elle commence également à suivre des cours sur divers aspects de la vie révolutionnaire au sein de la RNA et fait office de « personne chargée de la communication » de l'organisation à Harlem.

### Soutien aux prisonniers politiques
Tout au long de sa vie, Kochiyama a soutenu divers prisonniers politiques et des personnes qu'elle considérait comme des victimes de la répression par les forces de l'ordre. Son soutien a débuté au milieu des années 1960, lorsqu'elle commence à défendre Mae Mallory (en), arrêtée pour avoir prétendument kidnappé un couple de blancs en représailles à une attaque du Ku Klux Klan contre des Freedom Riders à Monroe, en Caroline du Nord. Par la suite, après l'arrestation des membres du RAM, elle organise une collecte de fonds en leur nom afin de pouvoir verser leur caution de 200 000 dollars. Elle correspond également avec des membres emprisonnés du Black Panther Party (BPP), sert de point de contact pour de nombreux prisonniers politiques affiliés à la RNA et défend les intérêts des Harlem Six (en), de Martin Sostre (en), de Mutulu Shakur et de divers autres militants politiques emprisonnés,. Dans le cadre de ce travail, elle contribue à la fondation du National Committee to Defend Political Prisoners (NCDPP) au début des années 1970.

### Activisme du mouvement américain d'origine asiatique
Kochiyama est considérée comme une figure importante du Mouvement asio-américain qui s'inspire de l'éthique anti-impérialiste et antiraciste, et qui adopte un point de vue pan-asiatique, avec la participation de membres des communautés chinoises, philippines, japonaises, coréennes, sud-asiatique et sud-est asiatique. En 1969, elle rejoint Asian Americans for Action (en) (AAA), une organisation de défense pan-asiatique opérant à New York. Dans le cadre de son travail avec l'AAA, Kochiyama participe à diverses manifestations contre la guerre à New York et à Washington, D.C. De nombreux militants américains d'origine asiatique considèrent Kochiyama comme un mentor, et elle prend la parole lors de plusieurs événements au nom du mouvement.

### Conversion à l'islam et difficultés familiales
En 1971, Kochiyama, influencée par les enseignements de Malcolm X et par l'imam emprisonné Rasul Suleiman, se convertit à l'islam sunnite, fréquentant la mosquée Sankore dans la prison de Greenhaven à East Fishkill, dans l'État de New York, pour étudier avec Suleiman. Inquiète de la réaction de sa famille, elle cache sa conversion à son mari et à ses enfants, n'en parlant qu'avec sa fille Aichi.
En 1975, son fils Billy se suicide en se noyant dans l'Hudson River après avoir été gravement blessé dans un accident de voiture en 1967, où il perd une jambe. Après la mort de Billy, Kochiyama réduit ses engagements pour passer plus de temps avec sa famille. Elle s'est également détournée de l'islam en 1975.

### Soutien à l'indépendance de Porto Rico
Dans le cadre de son travail avec les prisonniers politiques, Kochiyama correspond avec Lolita Lebrón, une nationaliste portoricaine qui est arrêtée en 1954 après avoir tiré sur un groupe d'élus de la Chambre des représentants des États-Unis au nom du mouvement nationaliste aux côtés de Rafael Cancel Miranda (en), Andres Figueroa Cordero (en) et Irvin Flores (en) Selon l'historienne Diane C. Fujino :

« Selon Yuri, les indépendantistes auraient préféré des tactiques non violentes, mais comme le gouvernement américain n'avait pas répondu à leurs demandes pacifiques, ils considéraient la lutte armée comme une forme légitime de lutte, sanctionnée par le droit international. Bien que très controversés, les indépendantistes et leurs partisans comme Yuri affirment que le gouvernement américain étant responsable des conditions de dévastation et de dépendance à Porto Rico, le fait de viser les symboles de l'impérialisme américain - la résidence du président et le Congrès - est une forme légitime de résistance, voire d'autodéfense, d'un point de vue révolutionnaire. »

— Diane C. Fujino
Kochiyama siége au Committee for Puerto Rican Decolonization et au Puerto Rican Solidarity Committee, bien qu'on lui demande de démissionner du Comité de solidarité en raison de son soutien à des organisations paramilitaires telles que les Fuerzas Armadas de Liberación Nacional Puertorriqueña (es) (FALN). Elle participe également à une occupation de la Statue de la Liberté au nom de Lebrón et de ses compagnons d'infortune emprisonnés le 25 octobre 1977, s'emparant de la Statue pendant neuf heures avant qu'elle et les autres participants ne soient arrêtés et libérés le lendemain. En 1979, le président Jimmy Carter commue les peines de Lebrón, Flores et Cancel et accorde la clémence à titre posthume à Figueroa, qui est décédé d'un cancer en 1978.

### Mouvement de réparation des internés

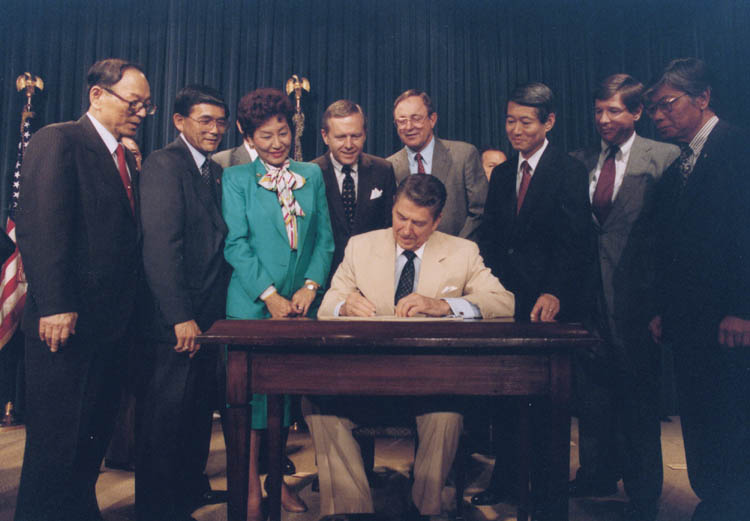
Le président Ronald Reagan signe le Civil Liberties Act of 1988 lors d'une cérémonie officielle.

Dans les années 1980, en tant qu'organisateurs de l'association East Coast Japanese Americans for Redress and Reparations, Yuri et Bill plaident en faveur de réparations et d'excuses du gouvernement pour l'incarcération des américains d'origine japonaise pendant la Seconde Guerre mondiale et mennent la campagne visant à faire venir à New York la Commission on Wartime Relocation and Internment of Civilians (en) (CWIRC),. Après la publication du rapport de la CWIRC Personal Justice Denied sur l'internement des américains d'origine japonaise, et sous la pression des organisations de défense des Américains d'origine japonaise, le président Ronald Reagan signe la loi sur le Civil Liberties Act of 1988 (en) qui, entre autres, accordait 20 000 dollars à chaque survivant de l'internement.

### Autres combats
Dans les années 1980, après la retraite de son mari, Yuri Kochiyama commence à travailler avec le United Methodist Committee on Relief (en) (UMCOR), une organisation chrétienne qui aide les communautés à se remettre des catastrophes . Elle enseigne également l'anglais à des étudiants étrangers, fait du bénévolat dans des refuges pour sans-abri et des soupes populaires, et continue à soutenir les prisonniers, notamment Mumia Abu-Jamal, un militant noir condamné à mort en 1982 pour le meurtre de Daniel Faulkner, un policier de Philadelphie,.
Kochiyama participe à la création du Comité de soutien à David Wong en 1987 au nom du prisonnier David Wong, condamné à vingt-cinq ans de prison par un jury exclusivement blanc pour le meurtre d'un codétenu. En 2004, la condamnation de Wong est annulée par la division d'appel de la Cour suprême de New York, qui lui accorde un nouveau procès au cours duquel les charges retenues contre lui sont finalement abandonnées. Peu après, il est expulsé vers la Chine. Kochiyama forme également un comité de soutien similaire pour Yū Kikumura, un membre présumé de l'Armée rouge japonaise reconnu coupable d'avoir planifié l'explosion d'un bureau de recrutement de la marine américaine dans le bâtiment de l'Administration des anciens combattants en 1988. Kochiyama estime que la condamnation de Kikumura est un exemple de persécution politique et organise sa défense. Kikumura est finalement libéré de prison aux États-Unis, après quoi il est expulsé vers le Japon.
Le 19 novembre 1989, le troisième enfant des Kochiyama, Aichi, est tué après avoir été renversé par un taxi à Manhattan. Peu après, Kochiyama est licenciée de son poste à l'UMCOR.
En avril 1993, Kochiyama rejoint une délégation au Pérou organisée par le Parti communiste révolutionnaire (PCR) pour recueillir le soutien d'Abimael Guzmán, le leader emprisonné du groupe révolutionnaire maoïste péruvien du Sentier lumineux. Un an plus tôt, en 1992, Guzmán est arrêté par la police agissant au nom du dictateur nippo-péruvien Alberto Fujimori. Kochiyama est à l'origine sceptique à l'idée de travailler avec le Sentier lumineux, qui a été critiqué par certains membres du mouvement de gauche américain pour son recours à la violence. Cependant, selon Kochiyama, après avoir reçu des « documents de lecture » de Phil Farnham, membre du PCR, pour « s'informer » de la situation réelle au Pérou, elle « en est venue à soutenir totalement la révolution » dans ce pays.

### Fin de vie et mort
Plus tard dans l'année, le 25 octobre, son mari Bill meurt de complications cardiaques, puis, après un accident vasculaire cérébral en 1997, Yuri déménage à Oakland pour vivre près de sa famille. En 2000, elle s'installe dans une maison de retraite et, en 2004, elle publie ses mémoires Passing it On, qui évoquent ses débuts dans la vie, son séjour au Jerome War Relocation Center, son amitié avec Malcolm X et la mort de ses enfants,.
Kochiyama meurt à Berkeley, en Californie, le 1er juin 2014, à l'âge de 93 ans.

## Points de vue

### Points de vue sur la race
La journaliste Elaine Woo, écrivant pour le Los Angeles Times, décrit Kochiyama comme étant « à cheval entre la politique révolutionnaire noire et les mouvements d'émancipation des Américains d'origine asiatique ». L'historienne Fujino soutient que les opinions de Kochiyama sur la race se sont d'abord développées à la suite de son séjour au Jerome War Relocation Center ; elles se sont ensuite développées lorsqu'elle a déménagé à New York, où elle a entretenu des relations avec des voisins noirs et portoricains et observé les mauvais traitements infligés aux soldats noirs en tant que serveuse, notant qu'ils « ne pouvaient marcher sur aucune des grandes artères du sud, même en uniforme » ; puis elles se sont encore développées lorsque Kochiyama a déménagé à Harlem, où elle a commencé à devenir plus active sur le plan politique et où elle a rencontré Malcolm X. Lors de sa première rencontre avec Malcolm X, elle loue son travail en faveur de la communauté noire mais critique sa "position dure sur l'intégration ", comme elle l'écrit dans une lettre ultérieure :

« Il est possible que les "non-nègres" se réveillent et apprennent à traiter toutes les personnes comme des êtres humains. Et lorsque ce moment viendra, je suis sûr que votre déclaration de séparation sera remplacée par l'intégration. Si chacun d'entre nous, qu'il soit blanc, jaune ou autre, peut gagner votre confiance grâce à ses performances réelles, croirez-vous... pourriez-vous... croire en l'"unité" de tous les peuples ? »

— Yuri Kochiyama
La position intégrationniste de Kochiyama a été remise en question par le temps qu'elle a passé à assister à des conférences à l'école de libération de l'OAAU, dont les instructeurs prônaient l'autodéfense plutôt que la non-violence et mettaient l'accent à la fois sur la solidarité internationale et les causes systémiques du racisme,. Dans le numéro de 1966 de son bulletin familial, le North Star, elle fait l'éloge du mouvement du pouvoir noir et a critiqué la " fragilité " de l'intégration. Fujino affirme également que Kochiyama a été influencée par la Black Arts Repertory Theater and School (BARTS), fondée en 1965 par le poète, éducateur et activiste LeRoi Jones (futur Amiri Baraka) "pour les Noirs et uniquement pour les Noirs". Selon Fujino, Kochiyama a pu développer une appréciation de l'effet de l'exclusion et des espaces autonomes sur la suprématie blanche en observant les politiques et les pratiques de la BARTS. Selon Fujino, les opinions de Kochiyama à la fin des années 1960 s'inscrivent fermement dans les principes du nationalisme révolutionnaire. Plus tard dans sa vie, Kochiyama a établi un lien entre la lutte pour la liberté des Noirs et le mouvement asiatique américain, faisant l'éloge du militant des droits civiques Robert F. Williams pour ses ouvertures à Mao Zedong et établissant des liens entre le mouvement de redressement et le mouvement pour les réparations en faveur des Noirs américains.

### Points de vue sur les affaires internationales
Kochiyama était une fervente critique de ce qu'elle considérait comme l'impérialisme américain. Elle s'est opposée à la guerre du Viêt Nam, mettant en doute les motivations démocratiques du gouvernement des États-Unis et affirmant que les États-Unis avaient en fait envahi le Viêt Nam pour ses ressources naturelles. Elle a également fait l'éloge du révolutionnaire vietnamien Nguyễn Văn Trỗi, qui avait tenté d'assassiner le secrétaire américain à la Défense Robert McNamara le 2 mai 1964, en posant une mine sous un pont qu'il devait emprunter. Kochiyama a qualifié Văn Trỗi de "héros" et a affirmé que "de nombreuses personnes du Mouvement ont nommé leurs enfants d'après lui".
Kochiyama s'est également opposée à la présence militaire américaine à Okinawa, qualifiant les installations militaires américaines de "bases d'invasion" dont le but était "d'attaquer, de fournir des armes et des munitions militaires, de transporter des fournitures, d'entraîner et de divertir les soldats américains". Alors qu'elle soutenait initialement le contrôle des îles par le Japon en 1969, ses opinions ont changé en 1970, lorsqu'elle a critiqué le Traité de coopération mutuelle et de sécurité entre les États-Unis et le Japon comme étant "la combinaison de la puissance militaire américaine et de la puissance économique japonaise pour régner sur un vaste empire du Pacifique". Elle a également critiqué le militarisme japonais, notamment les crimes de guerre commis par l'armée japonaise et l'esclavage sexuel des femmes de réconfort pendant la Seconde Guerre mondiale.
En réponse aux actions menées par les États-Unis à la suite des attentats du 11 septembre 2001, Kochiyama a déclaré que "l'objectif de la guerre [contre le terrorisme] ne se limite pas à l'obtention de pétrole et de carburant. Les États-Unis ont l'intention de s'emparer du monde" et "il est important que nous comprenions tous que le principal terroriste et le principal ennemi des peuples du monde est le gouvernement américain". Elle a établi des comparaisons entre le ciblage des arabes et des musulmans après les attentats et le ciblage des américains d'origine japonaise après l'attaque de Pearl Harbor, affirmant que les deux avaient conduit à un "profilage racial".
Interviewée en 2003 par le magazine Objector, Kochiyama a déclaré qu'elle "considère Oussama ben Laden comme l'une des personnes que j'admire. Pour moi, il fait partie de la catégorie des Malcolm X, Che Guevara, Patrice Lumumba, Fidel Castro... Je remercie l'Islam pour Ben Laden. La cupidité, l'agressivité et l'arrogance bien-pensante de l'Amérique doivent être stoppées. La guerre et l'armement doivent être abolis". Cette déclaration a suscité une certaine controverse, Dylan Matthews (en) de Vox ayant critiqué la déclaration de Kochiyama, qualifiant Ben Laden de "meurtrier de masse [...], de misogyne vicieux et ce n'est pas le brave traître de classe anti-impérial que Kochiyama voit en lui".

## Œuvres
- (en) Yuri Kochiyama, Passing it on : a memoir, UCLA Asian American Studies Center Library/Reading Room, 2004, 225 p. (ISBN 0-934052-38-7, OCLC 55693404, LCCN 2004100253).

## Dans les arts et la culture

### Œuvres biographiques
Au cours de sa vie, Kochiyama a fait l'objet de nombreux travaux biographiques.

#### Biographiques
- (en) Lee, Joann Faung Jean, Asian Americans : Oral Histories of First to Fourth Generation Americans from China, Philippines, Japan, India, Pacific Islands, and Cambodia, New Press : Distributed by W.W. Norton, 1992 (ISBN 978-1-56584-023-2)
- (ja) Mayumi Nakazawa, The Life and Times of Yuri Kochiyama, Tokyo, Bungenshugu, 1998
- (en) Fujino, Diane Carol, Heartbeat of Struggle: The Revolutionary Life of Yuri Kochiyama, Minneapolis, University of Minnesota Press, 2005 (ISBN 978-0-8166-4593-0)
- (en) Fujino, Diane Carol, Grassroots Leadership and Afro-Asian Solidarities: Yuri Kochiyama's Humanizing Radicalism, New York, New York University Press, 2009
- (en) Fujino, Diane Carol, "Race, Place, Space, and Political Development: Japanese-American Radicalism in the "Pre-Movement" 1960s, 2008 (JSTOR 29768488)
- (en) Kai Naima Williams, The Bridges Yuri Built: How Yuri Kochiyama Marched Across Movements, Kaepernick Publishing, 2008, 40 p. (ISBN 978-1960571007)

Kochiyama figure dans le livre Rad American Women A-Z, en 2015 par Kate Schatz (en) et illustré par Miriam Klein Stahl,.

#### Documentaires
- (en) Rea Tajiri et Pat Saunders, Yuri Kochiyama : Passion for Justice, 1993
- (en) Renee Tajima-Peña, My America...or Honk if You Love Buddha
- (en) Lee Lew-Lee, All Power to the People, 1996
- (en) C.A. Griffith et H.L.T. Quan, Mountains that Take Wing: Angela Davis and Yuri Kochiyama, Chicago, QUAD Productions, 2009

### Proposition à la nomination au Prix Nobel de la paix
En 2005, Kochiyama fait partie des 1 000 femmes nominées collectivement pour le prix Nobel de la paix dans le cadre du projet « 1 000 femmes pour le prix Nobel de la paix 2005 », mais le prix est finalement décerné à l'Agence internationale de l'énergie atomique (AIEA) et à son directeur général, Mohamed ElBaradei.

### Théâtre
En 2007, elle est le sujet de la pièce de théâtre Yuri and Malcolm X, écrite par le dramaturge américano-japonais Tim Toyama (en),.

### Université
En 2010, elle a reçu un doctorat honorifique de la California State University à East Bay.

### Musique
En 2011, une chanson intitulée "Yuri Kochiyama" est publiée sur l'album Cinemetropolis de Blue Scholars,,.

### Exposition
Après la mort de Kochiyama en 2014, le Smithsonian Asian Pacific American Center (en) publie une exposition en ligne intitulée "Folk Hero : Remembering Yuri Kochiyama through Grassroots Art",.

### Maison-Blanche
La Maison-Blanche, sous la présidence de Barack Obama, publie également une déclaration honorant l'héritage de Kochiyama. La déclaration fait l'éloge de Kochiyama pour sa « poursuite de la justice sociale, non seulement pour la communauté des Américains d'Asie et des îles du Pacifique (AAPI), mais aussi pour toutes les communautés de couleur ».

### Google Doodle
Le 19 mai 2016, le 95e anniversaire de Kochiyama est commémoré par un Google Doodle, suscitant à la fois des éloges, et des condamnations, de Google et de Kochiyama ou des avis partagés, dont les commentaires concernant Ben Laden et Mao Zedong sont critiqués. Les critiques du Doodle comprennent le sénateur du Parti Républicain Pat Toomey de Pennsylvanie, qui a demandé des excuses publiques de la part de la société.